# Костабијанка (Анкона)
Костабијанка је насеље у Италији у округу Анкона, региону Марке.
Према процени из 2011. у насељу је живело 274 становника. Насеље се налази на надморској висини од 101 м.